# Copiula rivularis
Copiula rivularis é uma espécie de anfíbio da família Microhylidae.
Pode ser encontrada nos seguintes países: Papua-Nova Guiné e possivelmente em Indonésia.
Os seus habitats naturais são: florestas subtropicais ou tropicais húmidas de baixa altitude, regiões subtropicais ou tropicais húmidas de alta altitude e rios.